# Frischbetondruck

Verlauf des Frischbetondrucks

Als Frischbetondruck oder Schalungsdruck wird im Allgemeinen die Lastkomponente des Frischbetons bezeichnet, die senkrecht auf die Oberfläche der Betonschalung einwirkt. Durch Reibung zwischen Frischbeton und Schalungsoberfläche können zusätzlich Schubspannungen auftreten.
Während und nach dem Einbau bedarf der Frischbeton eine Unterstützung durch die Schalung bis eine ausreichende Formstabilität erreicht ist. Vom Einbaubeginn des Betons bis zum Zeitpunkt ausreichender Eigenstandfestigkeit muss die Schalung den Frischbetondruck aufnehmen können.

## Einflussgrößen und Verlauf des Frischbetondrucks
Beeinflusst wird der Frischbetondruck von einer Vielzahl von Parametern. Eine große Auswirkung auf die Größe des Betondrucks haben die Materialeigenschaften des Frischbetons und hier insbesondere die Betonwichte, die Betonkonsistenz und das Erstarrungsverhalten, wobei letztere insbesondere durch die Zementart, die Betonzusatzmittel und die Frischbetontemperatur beeinflusst werden.
Neben den rein materialbedingten Einflussgrößen ergeben sich Auswirkungen aus dem Betonierprozess und der Schalungskonstruktion. Zu nennen sind insbesondere die  Steiggeschwindigkeit des Betons, die Art und Intensität der Verdichtung, die Dichtigkeit der Schalhaut, die Bewehrungsführung, die Schalungsneigung und die Schalungshöhe bzw. die Höhe des Betonierabschnitts.
Im Bereich des Rüttlers verhält sich der Frischbetondruck quasi-hydrostatisch unter Ansatz einer Betonwichte für Normalbeton von ca. 25 KN/m³. Mit zunehmender Betonierhöhe steigt auch der Frischbetondruck (vgl. Bild). Infolge des Ansteifens und Erstarrens des Frischbetons (hervorgerufen durch Strukturbildung aus chemischen und physikalischen Prozessen, insbesondere der Hydratation des Zementes) sowie durch Reibung zwischen Frischbeton und Schalungsoberfläche bzw. Bewehrung (Siloeffekt) verringert sich der Anstieg des Frischbetondrucks. Nach dem Erreichen des Höchstwertes des Frischbetondrucks erfolgt ein kontinuierlicher Druckabfall. Erreicht der Beton seine Eigenstandfestigkeit (ca. Erstarrungsende) ist keine Stützung durch die Schalung mehr notwendig. Allerdings ist infolge der Verformung von Beton und Schalung in der Regel noch eine eingeprägte Druckspannung im System vorhanden.

## Technische Regelwerke
Als wesentliche, durch nationale Normungsinstitute bzw. durch technisch-wissenschaftliche Vereinigungen herausgegebene Festlegungen hinsichtlich der Belastung von Schalungen durch Frischbeton sind die folgenden Dokumente zu nennen:
- ACI 347-04: Guide to Formwork for Concrete. American Concrete Institute, 2004.
- CIB-CEB-FIP 27-98-83: Manuel de Technologie “Coffrage”, 1977.
- CIRIA-Report Nr. 108: Concrete Pressure on Formwork. Construction Industry Research and Information Association, London, 1985.
- DIN 18218:2010-01 Frischbetondruck auf Lotrechte Schalungen (Pressure of Fresh Concrete on Vertical Formwork). Beuth Verlag. 2010.
- IS 14687:1999: Guidelines for falsework for concrete Structures, New Delhi, 1999.
- JGJ 162-2008: Technical code for safety of forms in construction, People’s Republic of China, 2008.
- NF P93-350: Équipment de Chantier – Branches industrialisées pour ouvrages en béton. 1995.
- TGL 33421/01: Betonbau, Schalverfahren, Standschalungen, 1977.

Für die Bemessung von lotrechten Schalungen ist in Deutschland DIN 18218:2010-01 anzuwenden. Diese enthält neben den Berechnungsansätzen für konventionelle Rüttelbetone auch Regelungen für hoch fließfähige Betone, wie z. B. den selbstverdichtenden Beton.